# 475
475 (CDLXXV na numeração romana) foi um ano comum do século V do Calendário Juliano, da Era de Cristo. a sua letra dominical foi E (52 semanas). Teve início a uma quarta-feira e terminou também a uma quarta-feira.
| Ano completo                        |
| ----------------------------------- |
| Ano comum com início à quarta-feira |

## Eventos
- Eurico rompe o tratado que, desde 418, tornava os Visigodos aliados do Império Romano.